# Lester Bowles Pearson
Lester Bowles Pearson   (Toronto, 23 d'abril de 1897 - Ottawa, 27 de desembre de 1972) fou un estadista, diplomàtic i polític canadenc, que fou guardonat amb el Premi Nobel de la Pau el 1957, i que arribà ser Primer Ministre del Canadà entre 1963 i 1968. Amb els seus programes i polítiques governamentals, juntament amb el seu treball innovador a les Nacions Unides i en la diplomàcia internacional, que incloïa el seu paper per acabar amb la crisi de Suez, Pearson es considera generalment un dels canadencs més influents del segle XX i es troba entre els més grans primers ministres canadencs.

## Biografia
Nasqué el 23 d'abril de 1897 a Newtonbrook, una barriada de la ciutat de Toronto sent fill d'un ministre Metodista. Estudià a la Universitat de Toronto el 1914, on despuntà com a esportista en hoquei gel i rugbi.
Es presentà voluntari a la Primera Guerra Mundial, ja que per la seva joventut no podia ser reclutat per l'exèrcit, entrant al cos mèdic i viatjant fins a Egipte i Grècia. El 2 d'agost de 1917, Pearson va ser nomenat temporary lieutenant. La Royal Canadian Air Force no existia en aquell moment, així que Pearson es va traslladar al Royal Flying Corps de Gran Bretanya, on va servir com a oficial de vol. Va ser com a pilot que va rebre el sobrenom de "Mike", que li va donar un instructor de vol que considerava que "Lester" era un nom massa suau per a un aviador: "Aquest és el nom d'una marica. Tu ets Mike", li va dir l'instructor. A partir de llavors, Pearson utilitzaria el nom "Lester" en documents oficials i a la vida pública, però, els amics i la família sempre s'hi han adreçat com a "Mike".
Pearson va aprendre a volar en una escola d'entrenament aeri a Hendon, Anglaterra. Va sobreviure a un accident d'avió durant el seu primer vol. El 1918, Pearson va ser atropellat per un autobús a Londres durant un apagada a tota la ciutat i el van enviar a casa per recuperar-se, però després va ser donat d'alta del servei.
Després de la Guerra va finalitzar els seus estudis, aconseguint una beca per estudiar a la Universitat d'Oxford i llicenciar-se en Història Moderna. Després d'estudiar a Oxford va retornar al Canadà on fou professor de la Universitat de Toronto així com entrenador d'un equip d'hoquei sobre gel.

## Vida política
Posteriorment entrà a treballar al Ministeri d'Assumptes Exteriors, iniciant així una carrera diplomàtica que el va portar a encapçalar delegacions canadenques a les Nacions Unides i la l'OTAN. El 1948 fou designat Secretari d'Estat d'Assumptes Exteriors durant el govern liberal de Louis St. Laurent, aconseguint així mateix un escó al Parlament Nacional del Canadà.
El 10 de novembre de 1952, Trygve Lie va anunciar la seva dimissió com a secretari general de les Nacions Unides. Es van produir diversos mesos de negociacions entre les potències occidentals i la Unió Soviètica sense arribar a un acord sobre el seu successor. Els dies 13 i 19 de març de 1953, el Consell de Seguretat va votar quatre candidats. Això va arribar una setmana després de la mort de Stalin però abans de l'ascens al poder de Krusxov. Pearson va ser l'únic candidat que va rebre la majoria requerida, però va ser vetat per la Unió Soviètica.
El 1952 fou designat President de l'Assemblea General de les Nacions Unides, presidint la 7a Sessió, i desenvolupant un paper molt important en la finalització de la Guerra de Suez, creant una força d'emergència que partí al territori de la disputa per posar una solució pacífica al conflicte. Per aquest motiu el 1957 fou guardonat amb el Premi Nobel de la Pau.
El 1958 fou escollit líder del Partit Liberal del Canadà, aconseguint deixar en minoria l'any 1962 el govern conservador de John Diefenbaker. El 1963 fou escollit Primer Ministre del Canadà introduint tota una sèrie de millores socials i sanitàries: sistema mèdic universal, Pla de pensions. Així mateix fou l'impulsor de l'oficialitat del francès. El 1965 el seu govern establí l'actual Bandera del Canadà, coneguda com la  Maple Leaf o l'Unifolié. Com a Primer Ministre va refusar la participació del Canadà en la Guerra del Vietnam com li demanà el president nord-americà Lyndon B. Johnson.
El 1967 Perason decidí retirar-se de la política activa, anunciant la finalització del seu mandat presidencial l'any següent, nomenant el seu successor Pierre Trudeau.

## Darrers anys
En abandonar la política activa, Pearson esdevingué professor de Relacions Internacionals a la Universitat Carleton d'Ottawa. El 1971 fou guardonat amb l'Orde del Mèrit per la reina Elisabet II.
Pearson morí de càncer el 27 de desembre de 1972.

## Galeria d'imatges

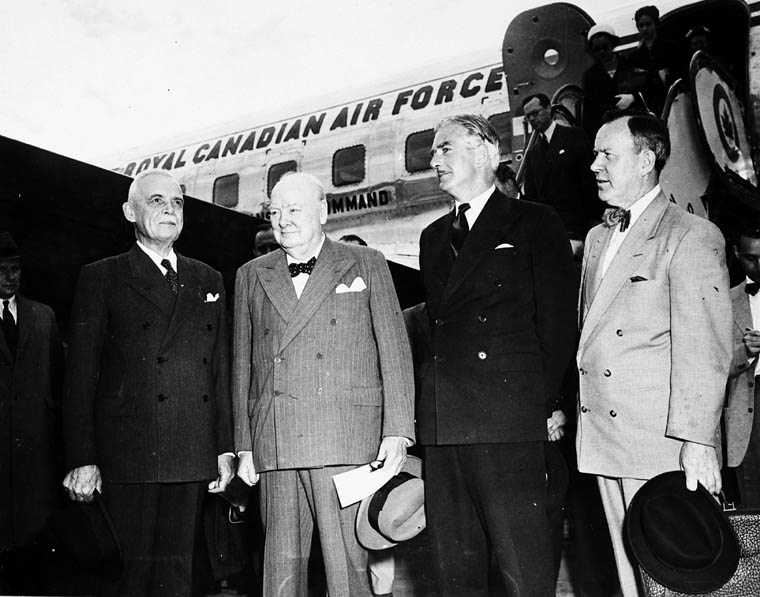
Pearson (a la dreta), rep Churchill (segon per l'esquerra) al Canadà, el 1954.
Proposta de Pearson com a bandera del Canadà, el 1964.
Bandera del Canadà, oficialitzada per Pearson